# Conrad Trubenbach
Conrad Daniel Trubenbach (* 4. November 1882 in San Francisco; † 30. Juni 1961 in New York City) war ein US-amerikanischer Schwimmer.

## Karriere
Trubenbach besuchte die Columbia University. Zwischen 1905 und 1910 spielte er für die Wasserballmannschaft vom New York Athletic Club. 1908 nahm er an den Olympischen Spielen in London teil. In den Wettbewerben über 100 m und 400 m Freistil scheiterte er jeweils im Vorlauf.